# Vedrana Grgin
Vedrana Grgin, coniugata Fonseca (Spalato, 13 gennaio 1975), è un'ex cestista croata, professionista nella WNBA.

## Carriera
Con la ha disputato due edizioni dei Campionati europei (1995, 1999).

## Palmarès
- 2 volte campionessa WNBA (2001, 2002)